# Христос Спаситељ (Рио де Жанеиро)
Христос Спаситељ (порт. Cristo Redentor) је скулптура која се налази на брду Корковаду (порт. Corcovado) поред Рио де Жанеира, у Бразилу и представља Исуса Христа. Налази се на 709 метара надморске висине. Скулптура је висока 38 метара, од чега 8 метара је само постоље. Радови су трајали пет година, а свечано је откривена 12. октобра 1931. Израђен је од армираног бетона и стеатита.
Идеја о градњи религиозног споменика се први пут појавила 1859. године. Предлог су дали отац Педро Марија Бос и принцеза Изабела. Идеја је опет узета у разматрање 1921. године, када се приближавала стогодишњица независности.
Први камен темељац је постављен 4. априла 1922, а радови су почели 1926. Међу многима који су учествовали у изградњи овог споменика, могу се поменути Еитор да Силва Коста (порт. Heitor da Silva Costa), аутор пројекта, уметник Карлос Освалд (порт. Carlos Oswald), аутор коначног дизајна споменика, и француски вајар Пол Ландовски (фр. Paul Landowski), извршилац радова.
Статуа тежи 635 метричких тона (625 дугих, 700 кратких тона) и налази се на врху планине Корковадо у Националном парку Тижука са погледом на град Рио де Жанеиро. Симбол хришћанства широм света, статуа је такође постала културна икона и Рио де Жанеира и Бразила и проглашена је за једно од нових седам светских чуда.

## Историја
Винцентијански свештеник Педро Марија Бос је први пут предложио постављање хришћанског споменика на планини Корковадо средином 1850-их у част принцезе Изабеле, регента Бразила и ћерке цара Педра , али пројекат није одобрен. Године 1889, земља је постала република, а због одвајања цркве и државе предложена статуа је одбачена.
Католички круг у Рију дао је други предлог за значајну статуу на планини 1920. године. Група је организовала догађај под називом Semana do Monumento („Недеља споменика“) како би привукла донације и прикупила потписе за подршку изградњи статуе. Организација је била мотивисана оним што су у друштву доживљавали као „безбожност“. Донације су углавном долазиле од бразилских католика.
Локални инжењер Хеитор да Силва Коста и уметник Карлос Освалд дизајнирали су статуу. Француски вајар Пол Ландовски је направио дело.
Године 1922. Ландовски је изнајмио колегу париског румунског вајара Георгија Леонида, који је студирао скулптуру на Конзерваторијуму лепих уметности у Букурешту и Италији.
Група инжењера и техничара проучавала је прилоге Ландовског и сматрала су да је за статуу у облику крста прикладнија конструкција од армираног бетона (коју је дизајнирао Алберт Каквот) уместо челика. Бетон који чини базу је испоручен из Лимхамна, Шведска. Спољни слојеви су од стеатита, изабрани због својих квалитета трајности и лакоће употребе. Изградња је трајала девет година, од 1922. до 1931, и коштала је еквивалент од 250.000 долара (еквивалентно 4.400.000 долара године 2024), а споменик је отворен 12. октобра 1931. године. Током церемоније отварања, статуа је требало да буде осветљена батеријом рефлектора које је даљински укључио италијански изумитељ краткоталасног радија Гуљелмо Маркони, стационираног на удаљености од 9.200 km (5.700 mi) у Риму, али су због лошег времена светла била активирана на лицу места.
У октобру 2006. године, на 75. годишњицу завршетка статуе, кардинал Еузебио Оскар Шајд, надбискуп Рија, осветио је капелу, названу по бразилској светици заштитници — Госпи од указања — испод статуе, дозвољавајући католицима да тамо одржавају крштења и венчања.
Гром је ударио у статуу током силовите грмљавине 10. фебруара 2008. године, наневши одређена оштећења прстима, глави и обрвама. Државна влада Рио де Жанеира покренула је рестаурацију за замену неких спољних слојева камена од стеатита и поправку громобрана на статуи. Гром ју је поново оштетио 17. јануара 2014. године, деформишући прст на десној руци.
Године 2010, почела је масовна рестаурација статуе. Радови су укључивали чишћење, замену малтера и стеатита на спољашњости, рестаурацију гвожђа у унутрашњој конструкцији и хидроизолацију споменика. Вандали су напали статуу током реновирања, прскајући боју дуж руке. Градоначелник Едуардо Паес назвао је тај чин „злочином против нације”. Кривци су се касније извинили и представили полицији.
У контексту уобичајене прославе гола бразилског нападача Роналда са обе испружене руке, компанија за производњу гума Пирели је 1998. године објавила рекламу у којој је он заменио статуу док је био у Интер Милану. Реклама је била контроверзна у погледу односа са католичком црквом.